# Su Majestad la reina
 Su Majestad la reina es una escultura-objeto realizada por Joan Miró el 1974 y que actualmente forma parte de la colección permanente de la Fundación Joan Miró de Barcelona.

## Contexto
Su Majestad la reina, junto con Su Alteza el príncipe y Su Majestad el rey forman parte de un conjunto de esculturas realizadas el año 1974 cuando Miró vive un momento de gran reconocimiento internacional. Ese mismo año se haría una gran retrospectiva sobre su obra entre el Grand Palais y el Museé d'Art Moderne de París en el mes de mayo donde estas tres obras serían expuestas por primera vez . Dos años antes se había celebrado la muestra Magnetic Fields en Museo Guggenheim de Nueva York y Miró broncesen el Hayward Gallery de Londres. También es el año en que se está trabajando en el Centro de Estudios de Arte Contemporáneo (CEAC), futura Fundación Miró de Barcelona, que abriría al público el 10 de junio de 1975. Este contexto de reconocimiento artístico internacional contrasta con la dura situación que se vive en España en los últimos años de la dictadura. En febrero Miró había pintado el trípticoLa esperanza del condenado a muerte , preocupado por la condena del activista Salvador Puig Antich que finalmente sería ejecutado en garrote vil el 2 de marzo de 1974. Juan Carlos de Borbón, entoncesPríncipe de España, hacía 5 años que había jurado lealtad a los principios del "Movimiento Nacional" como el futuro sucesor de Franco como jefe de Estado. No había ninguna garantía de que la dictadura tocara a fin.
Miró ya había trabajado en obras de crítica a la autoridad en torno al personaje de Ubú rey en 1966. Este conjunto de obras donde la grandilocuencia del cargo contrasta con la humildad de los materiales se podría inscribir en esta línea. Ya muerto Franco, en el discurso de aceptación de su nombramiento como doctorhonoris causapor la Universidad de Barcelona, en 1979, habló de la responsabilidad cívica del artista: 

Entiendo que un artista es alguien que, entre el silencio de los demás, usa su voz para decir algo, y que tiene la obligación de que esta cosa no sea algo inútil sino algo que haga servicio a los hombres.
Joan Miró,  2 de octubre de 1979